# Tony Ramos
Pour les articles homonymes, voir Ramos.
Antônio de Carvalho Barbosa, né le 25 août 1948 à Arapongas (Brésil), est un acteur brésilien reconnu à l'échelle nationale. Lauréat de plusieurs prix nationaux et internationaux, il a été nommé en 2011 aux Seoul International Drama Awards du meilleur acteur pour son travail à Passione.

## Biographie
Tony Ramos est né à Arapongas, Paraná, en 1948. Il est le fils du premier mariage de Maria Antonia Barbosa, une enseignante. Il a passé sa jeunesse dans la ville d'Avaré, à l'intérieur de São Paulo. Enfant, il manifeste son intérêt pour le théâtre et le théâtre, s'inspirant des films d'Oscarito. Déjà à São Paulo, il a fait du théâtre amateur en participant au Teatro Cultura de São Paulo, où il a joué des pièces pour enfants. Il est diplômé en philosophie de l'université pontificale catholique de São Paulo (PUC-SP).
À seulement 16 ans, il a participé au duo musical Tony et Tom & Jerry, qui a même joué dans le programme Jovem Guarda. Son nom de scène, Tony Ramos, est le surnom d'Antônio, version américanisée très commune pour l'époque et Ramos est un nom de famille emprunté à des proches.

## Vie personnelle
Il était encore très jeune à 21 ans, avec Lidiane Barbosa en 1969. À 23 ans, il était déjà père. Le couple a deux enfants : le médecin Rodrigo et l'avocat Andréa,.

## Filmographie
(février 2023).

### Cinéma
- 2014 : Getúlio de João Jardim (pt) : Getúlio Vargas

### Télévision
- 1965 - A Outra.... Vevé
- 1966 - O Amor Tem Cara de Mulher
- 1967 - Os Rebeldes.... Frank Sobrinho
- 1968 - Os Amores de Bob.... Bob
- 1968 - Antônio Maria.... Gustavo
- 1969 - Nino, o Italianinho.... Rubinho
- 1970 - Simplesmente Maria.... Toninho
- 1970 - As Bruxas.... Tito
- 1971 - Hospital.... Luís Carlos
- 1972 - A Revolta dos Anjos
- 1972 - Na Idade do Lobo
- 1972 - Vitória Bonelli.... Tiago Bonelli
- 1973 - Rosa dos Ventos.... Quico
- 1974 - Ídolo de Pano.... Luciano
- 1974 - Os Inocentes.... Marcelo
- 1975 - A Viagem.... Téo
- 1976 - O Julgamento.... Lico
- 1976 - Ano Internacional da Criança.... Apresentador
- 1977 - Espelho Mágico.... Paulo Morel/Cristiano
- 1977 - O Astro.... Márcio Hayala
- 1978 - Caso Especial, O Caminho das Pedras Verdes
- 1979 - Pai Herói.... André Cajarana
- 1980 - Chega Mais.... Tom
- 1981 - Show do Mês.... Apresentador
- 1981 - Danse avec moi.... João Victor Gama/Quinzinho
- 1982 - Caso Verdade, O Menino do Olho Azul....
- 1982 - Elas por Elas.... René dans les rêves d'Ieda
- 1982 - Sol de Verão.... Abel
- 1983 - Champagne.... Nil
- 1984 - Livre para Voar.... Pardal
- 1985 - Grande Sertão: Veredas.... Riobaldo
- 1986 - Selva de Pedra.... Cristiano Vilhena
- 1988 - O Primo Basílio.... Jorge Carvalho
- 1988 - Bebê a Bordo.... Tonico Ladeira
- 1990 - Boca do Lixo
- 1990 - Rainha da Sucata.... Edu
- 1991 - O Sorriso do Lagarto.... João Pedroso
- 1991 - Helena.... Álvaro Peixoto
- 1993 - Você Decide.... Apresentador
- 1993 - O Mapa da Mina
- 1993 - Olho no Olho.... Padre Guido
- 1995 - A Próxima Vítima.... Juca Mestieri
- 1995 - Não Fuja da Raia
- 1996 - Você Decide.... Apresentador
- 1996 - Anjo de Mim.... Floriano Ferraz
- 1996 - A Vida como Ela É....... Personnages variés
- 1998 - Você Decide, Desencontro
- 1998 - Tour de Babel.... José Clementino da Silva
- 1999 - Sai de Baixo, Novela da Vida Privada
- 2000 - Secrets de famille.... Miguel Soriano
- 2001 - Sítio do Picapau Amarelo, A Festa da Cuca
- 2001 - As Filhas da Mãe.... Manolo Gutiérrez
- 2002 - Le Clone.... Le petit ami de Maysa
- 2003 - Femmes amoureuses.... Téo (Teófilo Ribeiro Alves)
- 2004 - Cabocla.... Coronel Boanerges de Sousa Pereira
- 2005 - Mad Maria.... Percival Farquhar
- 2005 - Belíssima.... Níkos (Nikolaos) Petrákis
- 2007 - Paraíso Tropical.... Antenor Cavalcanti
- 2008 - Faça Sua História, Robauto S.A..... passager
- 2009 - Caminho das Índias.... Opash Ananda
- 2010 - Passione.... Antonio Mattoli (Totó)
- 2012 - Avenida Brasil.... Genésio Moura dos Santos
- 2012 - Guerra dos Sexos.... Otávio de Alcântara Rodrigues e Silva
- 2013 - Sai de Baxo.... Jean Charles
- 2013 - A Mulher do Prefeito.... Reinaldo Rangel
- 2014 - O Rebu.... Carlos Braga Vidigal
- 2014 - A Grande Familia.... Lineu
- 2015 - Luz, Câmera, 50 Anos.... Apresentador
- 2015 - A Regra do Jogo.... Zé Maria Pereira
- 2017 - A Lei do Amor.... Roberval Mendes
- 2017 - Vade Retro.... Abel zebu
- 2017 - Tempo de Amar.... José Augusto Correia Guedes
- 2018 - O Sétimo Guardião .... Olavo de Aragão Duarte
- 2019 - Verão 90 .... Figueirinha (voix)
- 2023 - Terra e Paixão ... Antônio La Selva